# Moneta spinigera
Moneta spinigera là một loài nhện trong họ Theridiidae.
Loài này thuộc chi Moneta. Moneta spinigera được Octavius Pickard-Cambridge miêu tả năm 1870.